# NAIA Division I 2003 (pallavolo maschile)
La NAIA Division I 2003 si è svolta dal 25 al 26 aprile 2003: al torneo hanno partecipato 6 squadre di pallavolo universitarie e la vittoria finale è andata per la prima volta alla Park University.

## Squadre partecipanti
- California Baptist
- Cardinal Stritch
- Lindenwood
- Missouri Baptist
- Park
- St. Ambrose

## Torneo

### Girone A

#### Risultati
| 25 aprile 2003 -, Davenport | Park             | 3 - 0 | St. Ambrose      |  |
| 25 aprile 2003 -, Davenport | Missouri Baptist | 3 - 0 | St. Ambrose      |  |
| 25 aprile 2003 -, Davenport | Park             | 3 - 0 | Missouri Baptist |  |

#### Classifica
| Pos. | Squadra          | Pt | G | V | P | SV | SP | Ratio | PF | PS | Ratio |
| ---- | ---------------- | -- | - | - | - | -- | -- | ----- | -- | -- | ----- |
| 1    | Park             | 6  | 2 | 2 | 0 | 6  | 0  | MAX   | -  | -  | -     |
| 2    | Missouri Baptist | 3  | 2 | 1 | 1 | 3  | 3  | 1,000 | -  | -  | -     |
| 3    | St. Ambrose      | 0  | 2 | 0 | 2 | 0  | 6  | 0,000 | -  | -  | -     |

### Girone B

#### Risultati
| 25 aprile 2003 -, Davenport | California Baptist | 3 - 0 | Cardinal Stritch |                     |
| 25 aprile 2003 -, Davenport | Lindenwood         | 3 - 0 | Cardinal Stritch | 30-21, 30-13, 30-17 |
| 25 aprile 2003 -, Davenport | California Baptist | 3 - 0 | Lindenwood       | 23-30, 24-30, 22-30 |

#### Classifica
| Pos. | Squadra            | Pt | G | V | P | SV | SP | Ratio | PF | PS | Ratio |
| ---- | ------------------ | -- | - | - | - | -- | -- | ----- | -- | -- | ----- |
| 1    | California Baptist | 6  | 2 | 2 | 0 | 6  | 0  | MAX   | -  | -  | -     |
| 2    | Lindenwood         | 3  | 2 | 1 | 1 | 3  | 3  | 1,000 | -  | -  | -     |
| 3    | Cardinal Stritch   | 0  | 2 | 0 | 2 | 0  | 6  | 0,000 | -  | -  | -     |

### Semifinali
| 26 aprile 2003 -, Davenport | Park             | 3 - 2 | Lindenwood         | 30-22, 28-30, 30-20, 23-30, 10-15 |
| 26 aprile 2003 -, Davenport | Missouri Baptist | 3 - 2 | California Baptist |                                   |

### Finale
| 26 aprile 2003 -, Davenport | Park | 3 - 0 | Missouri Baptist |  |

## Premi individuali
| Premio              | Giocatore | Squadra            |
| ------------------- | --------- | ------------------ |
| MVP                 | ?         | ?                  |
| All-Tournament Team | Shaun Dyk | California Baptist |
| All-Tournament Team | ?         | ?                  |
| All-Tournament Team | ?         | ?                  |
| All-Tournament Team | ?         | ?                  |
| All-Tournament Team | ?         | ?                  |
| All-Tournament Team | ?         | ?                  |